# 佛羅里達箱龜
佛羅里達箱龜（Terrapene carolina bauri），產於佛羅里達州，體型小，背甲高聳，是卡羅萊納箱龜中體型最小之亞種，花紋與錦箱龜類似。喜欢栖息在枯木底下，雜食性動物，偏蟲食性。佛羅里達州法令規定佛州居民每戶可以合法擁有一隻佛羅里達箱龜。